# Thomas Mullen
Thomas Mullen (geboren 1974 in Providence, Rhode Island) ist ein US-amerikanischer Schriftsteller und Journalist.

## Leben
Mullen absolvierte die Portsmouth Abbey School in Portsmouth und die Universität Oberlin College in Ohio. Solange das Veröffentlichen von Romanen noch nicht ausreichend Einkommen einbrachte, arbeitete er als Journalist und war Redakteur von Fachzeitschriften für Mediziner und Bankgewerbe. Seine Berichte, Kurzgeschichten und Essays erschienen bei Grantland, Paste und der Huffington Post. Seine True Crime Story im Atlanta Magazine über einen verrückten Romancier gewann den City and Regional Magazine Award for Best Feature.
Im Jahre 2006 erschien sein Debütroman The Last Town on Earth. Dieser historische Roman über die Geschehnisse in einer US-amerikanischen Kleinstadt während des Spanische-Grippe-Seuchenjahres 1918/19 erhielt wegen der Excellenz der Recherche in Details und Gesamtbild 2007 den Society of American Historians Prize for Historical Fiction vom US-Historiker-Verband Society of American Historians. Von der Zeitschrift USA Today wurde er 2006 als „Bester Debütroman des Jahres“ benannt und von der Zeitung Chicago Tribune als eines ihrer „Books of the Year“. Die Verfilmungsrechte wurden an Dreamworks verkauft.
Auch seine weiteren Romane unterschiedlicher Genres wie The Many Deaths of the Firefly Brothers (2010) und The Revisionists (2011) erhielten gute Kritiken. Der historische Kriminalroman Darktown (2016) über den drückenden Rassismus innerhalb der Polizei des historischen Atlanta von 1948 war der zweite Roman des Autors, der ins Deutsche übersetzt wurde; der gleichnamige deutsche Titel kam 2018 bei DuMont heraus. Der Roman Lightning Men (2017) ist der zweite Band der Krimi-Serie, die er mit Darktown begann. Sony Pictures Entertainment hat sich die Verfilmungsrechte gesichert. Midnight Atlanta markiert den dritten Roman aus der Darktown-Reihe.
Thomas Mullen ist verheiratet, hat zwei Kinder und lebt nahe Atlanta, Georgia.

## Werke
- 2006 The Last Town on Earth, Penguin Random House
  - Stadt am Ende der Welt, Roman, aus dem Englischen von Gerlinde Schermer-Rauwolf und Robert A. Weiß, Hoffmann und Campe, Hamburg 2007, 479 S., ISBN 978-3-455-05182-7.
- 2010 The Many Deaths of the Firefly Brothers, Roman, Penguin Random House
- 2011 The Revisionists (Mulholland Books US und Mulholland Books (UK))
- 2016 Darktown, Simon and Schuster
  - Darktown, Roman, aus dem Englischen von Berni Mayer, DuMont, Köln 2018, 479 S., ISBN 978-3-8321-8353-0.
- 2017 Lightning Men, Roman, Simon and Schuster
  - Weißes Feuer, Roman, aus dem Englischen von Berni Mayer, DuMont, Köln 2019, ISBN 978-3-8321-8395-0.
- 2020 Midnight Atlanta, Roman, Sphere/Little Brown, New York
  - Lange Nacht, aus dem Englischen von Berni Mayer, DuMont, Köln 2020, 445 S., ISBN 978-3-8321-8143-7.

## Auszeichnungen
- 2007: Society of American Historians Prize for Historical Fiction für The Last Town on Earth[10]
- 2018: Bester ins Schwedische übersetzter Kriminalroman: Darktown

## Belege
1. 1 2  Autorenprofil beim Verlag Simon and Schuster, abgerufen am 11. Dezember 2018.
2. ↑  Past Awards | The Society of American Historians, Columbia University vom 18. April 2012, abgerufen am 11. Dezember 2018.
3. ↑  Bester Debütroman des Jahres, USA Today vom 6. September 2006, abgerufen am 11. Dezember 2018.
4. ↑  Autorenprofil beim Verlag Penguin Random House, abgerufen am 11. Dezember 2018.
5. ↑  Jeff VanderMeer: The Many Deaths of the Firefly Brothers by Thomas Mullen, Los Angeles Times vom 24. Januar 2010, abgerufen am 11. Dezember 2018.
6. ↑  Book review: The Revisionists, Wayback-Archiv des The Atlanta Journal-Constitution vom 20. September 2011, abgerufen am 21. Dezember 2018.
7. ↑  Allen Seiten verhasst, Rezension im Deutschlandfunk vom 27. November 2018, abgerufen am 11. Dezember 2018.
8. ↑  Book #2 of The Darktown Series, Simon and Schuster, abgerufen am 11. Dezember 2018.
9. ↑  Literary Atlanta Episode 12: Thomas Mullen, Literary Atlanta vom 19. Oktober 2017, abgerufen am 11. Dezember 2018.
10. ↑  Preisträgerliste des Society of American Historians Prize for Historical Fiction (formerly known as the James Fenimore Cooper Prize), abgerufen am 11. Dezember 2018.

| Personendaten    | Personendaten                                   |
| ---------------- | ----------------------------------------------- |
| NAME             | Mullen, Thomas                                  |
| KURZBESCHREIBUNG | US-amerikanischer Schriftsteller und Journalist |
| GEBURTSDATUM     | 1974                                            |
| GEBURTSORT       | Providence, Rhode Island                        |